# Mondbaum

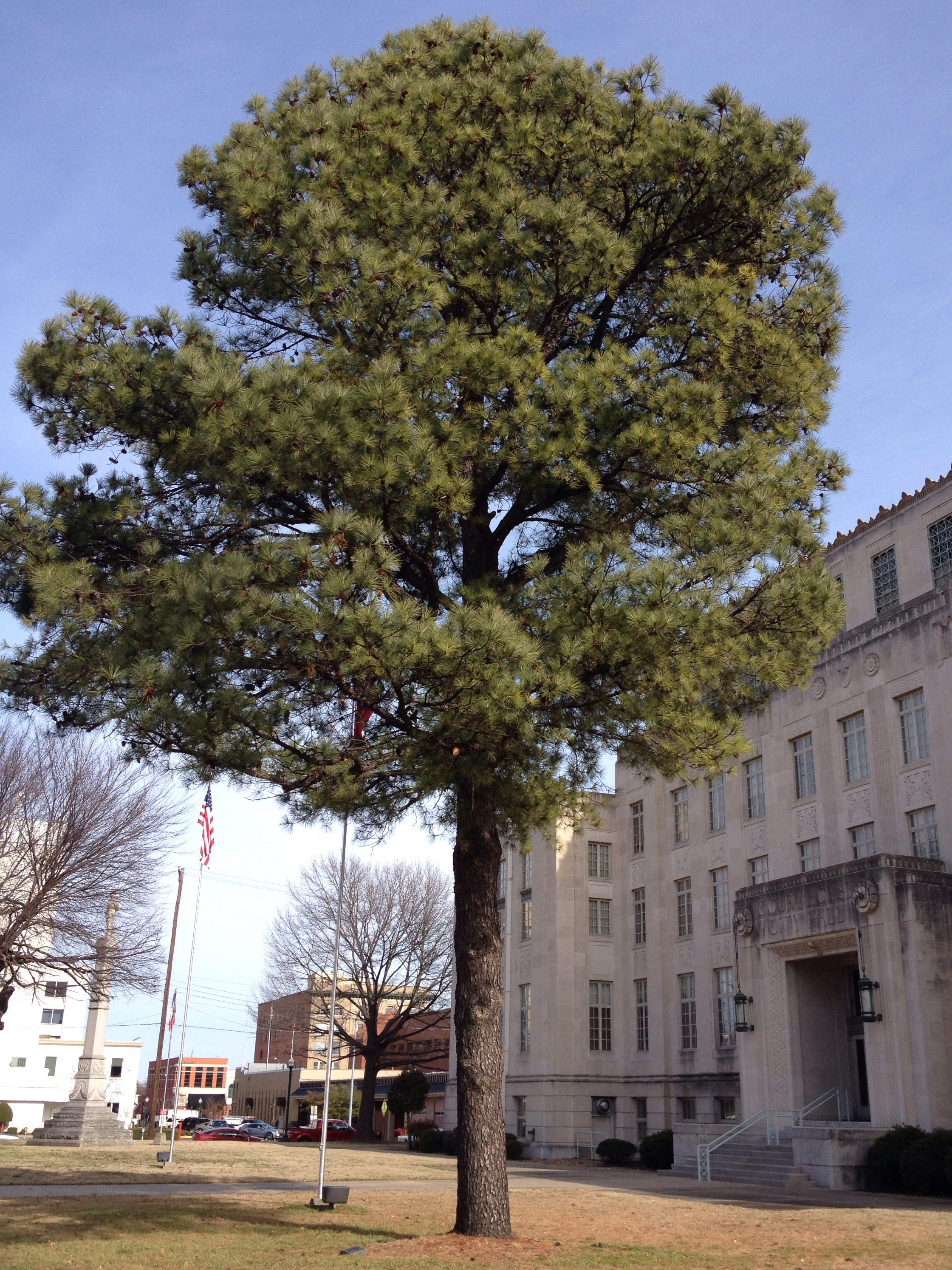
Mondbaum vor dem Sebastian County Courthouse, in Fort Smith (Arkansas)

Als Mondbäume werden Bäume bezeichnet, die aus Samen gezüchtet werden, die 1971 mit Apollo 14 oder 2022 mit Artemis 1 in eine Umlaufbahn um den Mond gebracht wurden. Die Idee dazu stammte von Edward Cliff, einem ehemaligen Leiter des United States Forest Service.

## Geschichte

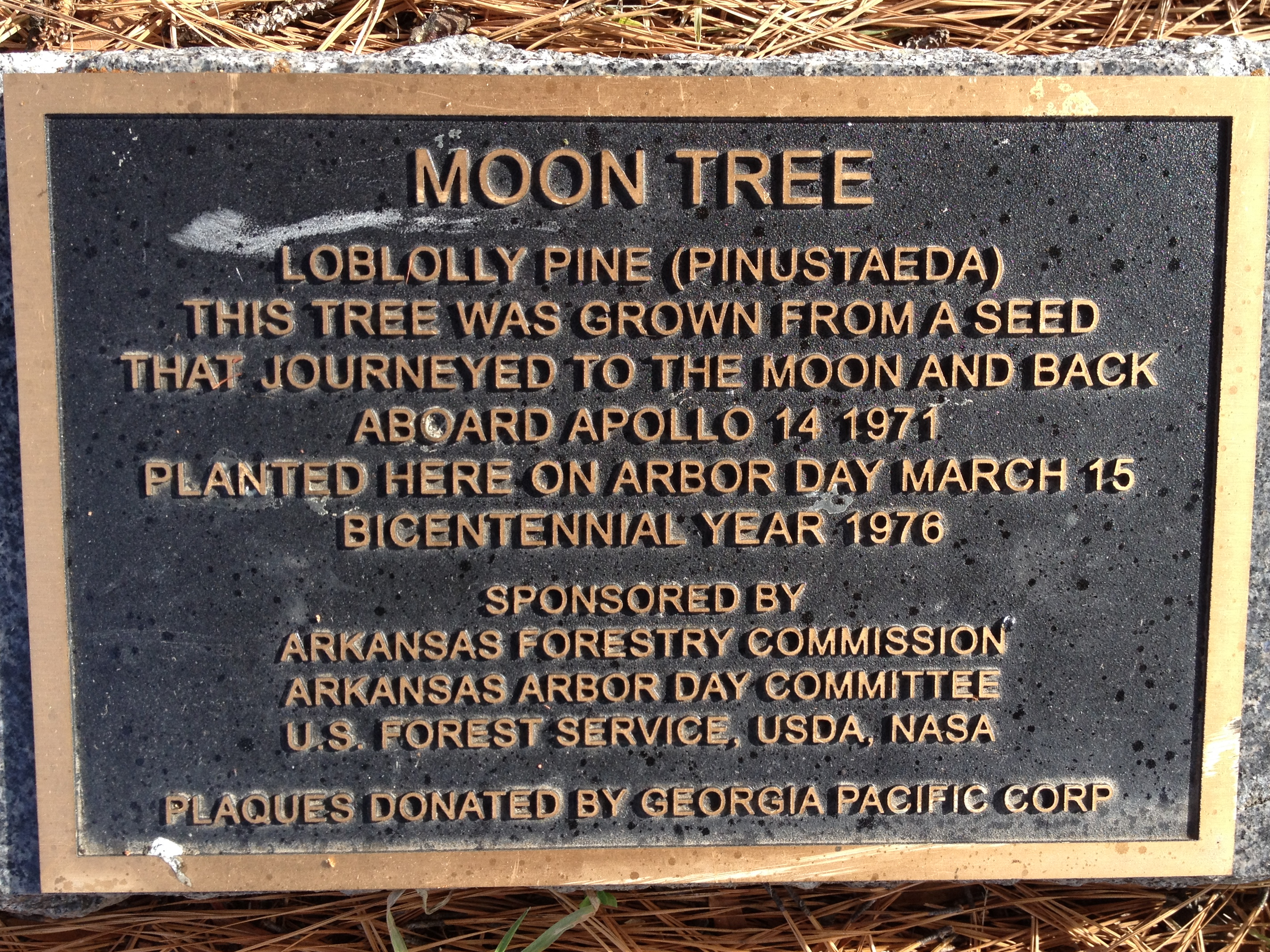
Gedenktafel am Fuß des Fort Smith Moon Tree

Cliff überzeugte Stuart Roosa, den Kommandomodul-Piloten der Apollo-14-Mission, 1971 etwa 500 Samen an Bord der Apollo-Kapsel zu bringen. Für das Experiment wurden Samen von fünf Baumarten ausgewählt: Weihrauch-Kiefer, Amerikanische Platane, Amerikanischer Amberbaum, Küstenmammutbaum und Gewöhnliche Douglasie. Die keimfähigen Samen waren vom Start der Mission am 31. Januar 1971 bis zur Landung insgesamt neun Tage der Schwerelosigkeit ausgesetzt.
Nach dem Flug wurden die Samen zum Keimen an die südliche Forstdienststation in Gulfport (Mississippi) und an die westliche Station in Placerville (Kalifornien) geschickt. Fast alle Samen keimten erfolgreich, und nach einigen Jahren verfügte der Forstdienst über etwa 420 Setzlinge. Die meisten Mondbäume wurden 1975 und 1976 an staatliche Forstorganisationen verschenkt, um sie im Rahmen der Zweihundertjahrfeier der Nation zu pflanzen. Da die Bäume alle aus dem Süden oder Westen stammten, erhielten nicht alle Staaten Bäume. Eine Weihrauch-Kiefer wurde am Weißen Haus gepflanzt, andere Bäume wurden unter anderem in Brasilien und der Schweiz gepflanzt und einer wurde Tennō Hirohito überreicht. Einige von ihnen wurden zusammen mit Bäumen gepflanzt, die aus normalen Samen gezogen wurden und die eigens als Kontrollgruppe angelegt worden waren. Über mehr als 40 Jahre war kein Unterschied zwischen den beiden Baumklassen festzustellen.
Die Standorte vieler aus diesen Samen gepflanzter Bäume gerieten in Vergessenheit. Im Jahr 1996 fand eine Lehrerin in ihrer Umgebung einen Baum mit einer Plakette, die ihn als „Mondbaum“ auswies. Nach ihrer Anfrage bei der NASA stellte diese die Geschichte auf ihrer offiziellen Website online und bat die Öffentlichkeit um Hilfe bei der Suche nach den Bäumen.
Die Website enthielt auch eine Tabelle mit den Standorten und Arten der bekannten Mondbäume. Ein NASA-Mitarbeiter begann damit, eine Datenbank zu verwalten, in der Details über diese Bäume, einschließlich ihres Standorts und ihrer Art, aufgeführt sind. Ein Artikel in der Zeitschrift Wired aus dem Jahr 2011 schilderte die Bemühungen der NASA und forderte alle, die Daten über existierende Mondbäume haben könnten, auf, sich zu melden. Ab 2022 wurden die Bemühungen fortgesetzt, existierende Bäume zu identifizieren und ausfindig zu machen. Im Jahr 2022 ließ die NASA das Mondbaumprogramm wieder aufleben und brachte 1000 Samen an Bord von Artemis 1.

## Moon Tree Foundation
Die „Moon Tree Foundation“ ist eine von Roosas Tochter geleitete Organisation, die versucht, Mondbäume in Regionen auf der ganzen Welt zu pflanzen. Die Stiftung sponsert und veranstaltet Zeremonien zum Pflanzen neuer Bäume mit Samen, die von der ursprünglichen Generation von Bäumen stammen, die aus den von Roosa 1971 mitgebrachten Samen wuchsen.